# Corriere Nazionale
Il Corriere Nazionale era un quotidiano italiano di informazione.
La testata era registrata come Il Cittadino Oggi - CORRIERE NAZIONALE ed è diretta da Duccio Rugani.
Era stampato con una media di 24 - 36 pagine che comprendono cronache nazionali, estere, sportive e culturali, pagine e rubriche speciali.
Nasce dalle ceneri della Gazzetta di Siena nel 2000, trasformandosi successivamente sul modello del Libero Cittadino, periodico politico-amministrativo edito nella città toscana tra la fine dell'Ottocento e l'inizio del secolo successivo.
L'attuale testata fu registrata nel 2000.
La sede legale si trova a Siena, mentre direzione e stampa sono a Perugia.
Redazioni sono presenti a Perugia e a Siena. Il corpo redazionale è formato da una cooperativa di giornalisti.
La tiratura media era arrivata a 60-70 000 copie.
Esce in edicola come testata autonoma e indipendente.
In Umbria, alcune province della Toscana e del Lazio era offerta in abbinamento con i quotidiani Corriere dell'Umbria, Corriere di Arezzo, Corriere di Siena, Corriere della Maremma/Grosseto, Corriere di Viterbo, Corriere di Rieti, Corriere della Sabina e Corriere di Livorno.